# Gudadur, Bellary
Gudadur là một làng thuộc tehsil Bellary, huyện Bellary, bang Karnataka, Ấn Độ.